# Rolf Zurbrügg
Rolf Zurbrügg (* 25. Juli 1971 in Adelboden) ist ein Schweizer Skibergsteiger, Skilangläufer und Bergführer.
Seit November 2005 betreut der ehemals erfolgreiche Skilangläufer als Disziplinenchef des Schweizer Alpen-Clubs die Schweizer Nationalmannschaft Skitourenrennen. Als Skibergsteiger gewann er 2003 die Trofeo Mezzalama und einige Rennen des Schweizer Cups.

## Wettkampferfolge (Auswahl)
- 2003: 1. Platz bei der Trofeo Mezzalama (mit Damien Farquet und Rico Elmer)
- 2004: 3. Platz Patrouille des Glaciers (mit Damien Farquet und Rico Elmer)